# Обала Слоноваче на Светском првенству у атлетици у дворани 2012.
Обала Слоноваче је на Светском првенству у атлетици у дворани 2012. одржаном у Истанбулу од 9. до 11. марта учествовала четрнаести пут, односно учествовала је на свим првенствима до данас. Репрезентацију Обале Слоноваче представљала су два такмичара (1 мушкарац и 1 жена), који су се такмичили у трци на 60 метара.
На овом првенству Обала Слоноваче је делила 19. место са једном сребрном медаљом, а у табели успешности (према броју и пласману такмичара који су учествовали у финалним такмичењима (првих 8 такмичара)) је са једним учесником у финалу делила 29. место са 7 бодова. Остварен је и један национални рекорд.
| Плас. | Земља           | 1. место | 2. место | 3. место | 4. место | 5. место | 6. место | 7. место | 8. место | Бр. финал. | Бод. |
| ----- | --------------- | -------- | -------- | -------- | -------- | -------- | -------- | -------- | -------- | ---------- | ---- |
| =29.  | Обала Слоноваче | 0        | 1        | 0        | 0        | 0        | 0        | 0        | 0        | 1          | 7    |

## Учесници
| Мушкарци: - Бен Јусеф Меите — 60 м | Жене: - Миријел Ауре — 60 м |  |

## Освајачи медаља

### Сребро
- Миријел Ауре — Трка на 60 метара

## Резултати

### Мушкарци
| Атлетичар       | Дисциплина | Лични рекорд | Квалификација | Квалификација | Полуфинале | Полуфинале | Финале               | Финале       | Детаљи |
| Атлетичар       | Дисциплина | Лични рекорд | Резултат      | Место         | Резултат   | Место      | Резултат             | Место        | Детаљи |
| --------------- | ---------- | ------------ | ------------- | ------------- | ---------- | ---------- | -------------------- | ------------ | ------ |
| Бен Јусеф Меите | 60 м       | 6,61         | 6,77 кв       | 3. у гр. 4    | 6,71       | 6. у гр. 1 | Није се квалификовао | 10 / 57 (61) |        |

### Жене
| Атлетичарка  | Дисциплина | Лични рекорд | Квалификација | Квалификација | Полуфинале | Полуфинале | Финале   | Финале | Детаљи |
| Атлетичарка  | Дисциплина | Лични рекорд | Резултат      | Место         | Резултат   | Место      | Резултат | Место  | Детаљи |
| ------------ | ---------- | ------------ | ------------- | ------------- | ---------- | ---------- | -------- | ------ | ------ |
| Миријел Ауре | 60 м       | 7,08 НР      | 7,23 КВ       | 1. у гр. 5    | 7,13 КВ    | 1. у гр. 2 | 7,04 НР  |        |        |